# Chemnitzer Hütte
Die Chemnitzer Hütte, auch Nevesjochhütte (italienisch Rifugio Giovanni Porro), ist eine 2419 m s.l.m. hoch gelegene Schutzhütte in den südlichen Zillertaler Alpen. Sie liegt auf dem Nevesjoch oberhalb des Neves-Stausees in Südtirol (Italien).

## Name
Die Benennung ist uneinheitlich. Die Hütte wird auch noch Neveserjochhütte genannt, nach der Alpenvereinskarte 1:25.000 auch Nöfeserjoch Hütte. Gleiches gilt für den Gletscher, der in der Alpenvereinskarte als Nöfesferner eingetragen ist, den Stausee und andere Flurnamen.

## Zustieg
Der Zustieg zur Nevesjochhütte erfolgt entweder von Lappach, einer Fraktion der Gemeinde Mühlwald im Mühlwalder Tal, über den Neves-Stausee (1856 m) und die Obere Nevesalm (2134 m) in etwa drei Stunden, oder von Weißenbach, einer Fraktion der Gemeinde Ahrntal im Weißenbachtal, über die Gögealmen in derselben Zeit. Bei einer Gehzeit von ca. vier Stunden kann die Chemnitzer Hütte auch über den Kellerbauerweg vom Speikboden aus erreicht werden.

## Geschichte
Erbaut wurde die Hütte im Jahre 1880 von der Sektion Taufers des Deutschen und Österreichischen Alpenvereins (DuÖAV), die das Schutzhaus 1894 aus finanziellen Gründen an die Sektion Chemnitz abtreten musste. Ein Jahr später errichtete diese neben der alten Hütte einen Neubau, der von diesem Zeitpunkt an den Namen Chemnitzer Hütte trug.
Nachdem Österreich Südtirol nach dem Ersten Weltkrieg an Italien abgeben musste, wurde die Hütte bereits 1919 enteignet und 1921 der Schutzhüttenkommission des Club Alpino Italiano (CAI) zugewiesen. Die Chemnitzer Hütte wurde schließlich 1926 von der Sektion Mailand übernommen und mehrfach erweitert und renoviert. Während des Zweiten Weltkriegs und von 1965 bis 1973 war die Hütte nicht bewirtschaftet.
Zusammen mit 24 weiteren vom Staat enteigneten Schutzhütten ging die Chemnitzer Hütte 1999 in das Eigentum der Autonomen Provinz Bozen – Südtirol über; mit Jahresende 2010 lief die Konzession zu deren Führung durch den CAI aus. Seit 2015 wird das Land Südtirol bei der Verwaltung der Hütte (Vergabe an Pächter, Überwachung der Führung, Sanierungsmaßnahmen) durch eine paritätische Kommission unterstützt, in der neben der öffentlichen Hand auch der AVS und der CAI vertreten sind.

## Übergänge
Vom Schutzhaus aus sind unter anderem folgende Übergänge möglich:
- Zur Schwarzensteinhütte (Rifugio Vittorio Veneto) über den Stabeler Weg.
- Zur Berliner Hütte (2042 m) über die Östliche Möselerscharte (3420 m).
- Zur Edelrauthütte (Rifugio Passo Ponte di Ghiaccio) (2545 m) über den Neveser Höhenweg.

## Gipfel (Auswahl)
- Großer Möseler (3478 m)
- Turnerkamp (3418 m)
- Schaflahnernock (2703 m)

## Karten und Literatur
- Heinrich Klier, Walter Klier: Alpenvereinsführer Zillertaler Alpen. München 1996, ISBN 3-7633-1269-2
- Casa Editrice Tabacco, Carta topografica 1:25.000, Blatt 036, Campo Tures / Sand in Taufers
- Alpenvereinskarte 1:25.000, Blatt 35/1, Zillertaler Alpen, westliches Blatt (Die Hütte liegt auf dieser Karte in der rechten unteren Ecke.)